# La Roche-Neuville
La Roche-Neuville is een fusiegemeente (commune nouvelle) in het Franse departement Mayenne (regio Pays de la Loire). De plaats maakt deel uit van het arrondissement Château-Gontier. La Roche-Neuville is op 1 januari 2019 ontstaan door de fusie van de gemeenten Loigné-sur-Mayenne en Saint-Sulpice. De gemeente telde 1.227 inwoners op 1 januari 2022.

## Geografie
De oppervlakte van La Roche-Neuville bedroeg op 1 januari 2022 28,67 vierkante kilometer; de bevolkingsdichtheid was toen 42,8 inwoners per km².